# Streichputz
Streichputz besteht aus Farbe und Quarzsand-Anteilen. Er findet Anwendung als Zwischenbeschichtung oder als dekorative Effektbeschichtung sowie bei der Egalisierung von Untergründen. Er wird mit Streich- oder Rollwerkzeug aufgetragen.

## Streichputz zum Dekorieren
Streichputz ist für die meisten Oberflächen im Innenbereich geeignet. Es gibt ihn in den Körnungen
- fein, ca. 500–700 g/m²
- mittel, ca. 600–750 g/m²
- grob, ca. 650–800 g/m²
- supergrob, ca. 700–1500 g/m²